# 모두의 노래

모두의 노래 로고

모두의 노래(일본어: みんなのうた)는 일본의 일본방송협회(NHK)에서 제작 · 방송한 5분 형식의 음악 프로그램이다. 1961년 4월 3일 첫 방송을 시작하였고, 현재까지 이어지고 있다.

## 같이 보기
- 모두의 노래 방송곡 목록